# Moritz Hermann Jacobi
Moritz Hermann Jacobi, także Boris S. Jakobi (ur. 21 września 1801 w Poczdamie, zm. 10 marca 1874 w Petersburgu) – niemiecki elektrotechnik i fizyk pochodzenia żydowskiego pracujący głównie w Rosji.

## Życiorys
Urodził się w żydowskiej rodzinie w Poczdamie należącym wówczas do Królestwa Prus. Od 1835 wykładał na Uniwersytecie Dorpackim (obecnie Tartu w Estonii), a od 1837 mieszkał i pracował w Petersburgu. W 1834 roku zbudował komutatorowy silnik elektryczny, a w 1843 roku linię telegraficzną Petersburg-Carskie Sioło. Jacobi konstruował kable energetyczne, ogniwa elektryczne, aparaty telegraficzne. Stworzył podstawy galwanotechniki. Był członkiem Petersburskiej Akademii Nauk. Jego bratem był Carl Gustav Jacobi, niemiecki matematyk.

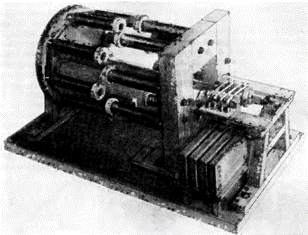
Silnik elektryczny konstrukcji Jacobiego